# Erkki Melakoski
Erkki Olavi Melakoski, född 5 januari 1926 i Åbo, död 6 april 1997 i Helsingfors, var en finländsk radioredaktör, jazzmusiker och kompositör. 
Melakoski verkade 1948–1959 som pianist och arrangör i basisten Olli Hämes (egentligen Hämäläinen) kvintett. År 1954 blev han den förste musikredaktören med ansvar för lätt musik vid Rundradion. Åren 1963–1972 var han biträdande avdelningschef vid Rundradions nya underhållningskanal melodiradion (Sävelradio), varefter han 1972–1991 var redaktionschef för produktionen av lätt musik vid Rundradions kanal 2. 
Melakoski kom att sätta sin prägel på utbudet av lätt musik i Rundradion under många år. Han initierade därtill bildandet av Rundradions storband Radion tanssiorkesteri, som verkade åren 1957–1972. Melakoskis produktion består bland annat av schlagerarrangemang, film- och orkestermusik. Under pseudonymen "Orvo Kontio" komponerade han schlagern Balladi Olavinlinnasta, som sångerskan Annikki Tähti gjorde till en stor framgång.